# Ère informatique
 (janvier 2018).
Si vous disposez d'ouvrages ou d'articles de référence ou si vous connaissez des sites web de qualité traitant du thème abordé ici, merci de compléter l'article en donnant les références utiles à sa vérifiabilité et en les liant à la section « Notes et références ».
Ère informatique est l'une des toutes premières sociétés françaises d'édition de logiciels.
Son nom se trouve stylisé ou anglicisé en Ère Informatique, Ere Informatique, ERE Informatique, ERE (3RE comme logotype).

## Historique
Créée en 1983 par Emmanuel Viau, l’entreprise a très rapidement connu un succès relativement important en éditant ses premiers logiciels sur Sinclair ZX81, Jupiter Ace, Laser 200, puis sur ZX Spectrum et enfin sur Oric Atmos, comme Mission Delta (Intercepteur Cobalt).
En 1984, Philippe Ulrich se joint à Emmanuel Viau en tant que directeur de collection. Grâce à cet apport créatif, ainsi qu'à celui d'auteurs tels que Rémi Herbulot ou encore Michel Rho, la société ajoute succès sur succès, avec des titres comme Macadam Bumper, Crafton et Xunk et surtout L'Arche du Captain Blood.
En 1984, Ère informatique signe un partenariat avec la revue Jeux & Stratégie pour la publication de trois jeux pour Oric Atmos et ZX Spectrum issus de jeux de plateau créés par Jeux & Stratégie : Opération Blue Moon basé sur le jeu de rôle Mega, Objectif Elysées et  Don Juan et Dragueurs.
Au Royaume-Uni, PSS distribue une petite partie du catalogue d'Ère informatique, dont Get Dexter!, fameuse adaptation de Crafton et Xunk.
À cette époque, la capacité à distribuer ses logiciels sur tous les points de vente est un facteur de succès déterminant. En se focalisant sur la créativité, sans avoir atteint la taille critique nécessaire pour soutenir une force commerciale suffisante, Ère informatique fait face à des difficultés financières.
À partir de 1986, le label interne Gasoline Software dirigé par Philippe Ulrich édite des titres économiques.
En 1987, l’entreprise est revendue à Infogrames, laquelle permet à Ère informatique de davantage diffuser ses logiciels à l'exportation, aux États-Unis en particulier.
Quelques jeux sortiront sous le label Exxos, et bénéficieront d'une campagne de promotion assez insolite. (Exxos est un concept, le dieu des programmeurs. Chaque sortie d'un jeu est une louange à la divinité créée par l'imaginaire débordant et délirant de Philippe Ulrich, où ce dernier, en tant que maître de cérémonie, sacrifie la machine qui a servi à programmer le jeu par plusieurs coups de marteau. Les composants sont ensuite distribués tels des parts de pain bénit après la messe.)
En 1989, à la suite de désaccords entre Philippe Ulrich et la direction d’Infogrames, surtout axée sur l'expansion économique alors qu’Ère informatique privilégiait la création[réf. nécessaire], les principaux créatifs de la société quittent le groupe en vue de créer Cryo Interactive. De son côté, Emmanuel Viau crée avec succès trois autres entreprises : Softdisk, Smart Move et Laboratoire de Tests Enzyme.
La société est dissoute en 1996.

## Logiciels

### Ère informatique

#### Jeux
- 1983 : Casse-briques/Pendu (ZX81)
- 1983 : Panique (ZX81)
- 1983 : Champs de mines + Casse briques  (Jupiter Ace)[6]
- 1984 : 3D Formule 1 (ZX81)[7],[8]
- 1984 : Mission Delta (Intercepteur Cobalt)[9],[10]
- 1984 : Manager
- 1984 : Rigel (ZX81)[11]
- 1984 : Scorpirus (ZX81)[11]
- 1984 : Opération Blue Moon en partenariat avec Jeux & Stratégie (Oric Atmos et ZX Spectrum)[2]
- 1984 : Objectif Elysées en partenariat avec Jeux & Stratégie (Oric Atmos et ZX Spectrum)[2]
- 1984 : Don Juan et Dragueurs en partenariat avec Jeux & Stratégie (Oric Atmos et ZX Spectrum)[2]
- 1985 : Macadam Bumper
- 1985 : Contamination
- 1985 : Amelie Minuit
- 1985 : Le Millionnaire
- 1985 : Surfix (ZX81)
- 1986 : Pacific
- 1986 : 1001 BC: A Mediterranean Odyssey
- 1986 : Phalsberg
- 1986 : Harry et Harry : La Boîte de Rajmhal (Amstrad CPC)
- 1986 : Sram
- 1986 : Sram 2
- 1986 : Crafton et Xunk, en anglais : Get Dexter!
- 1986 : Tensions
- 1986 : Styfe
- 1986 : Turbo GT
- 1986 : Félonies
- 1987 : Harry et Harry : Mission Torpedo (Amstrad CPC)
- 1987 : Altair
- 1987 : Birdie
- 1987 : Clash
- 1987 : Eden Blues
- 1987 : Mission II
- 1987 : Le Passager du temps
- 1987 : Bubble Ghost
- 1987 : Despotik Design
- 1987 : Oxphar
- 1987 : Crash Garrett
- 1987 : Qin
- 1988 : L'Ange de cristal
- 1988 : RoBBBoT
- 1988 : Apocalypse
- 1988 : Teenage Queen
- 1988 : Warlock's Quest

#### Utilitaires
- 1983 : Dessin + Cargen (Jupiter Ace)[12]
- 1984 : 3D Mover (ZX Spectrum)[13],[11]
- 1984 : BASIC ETENDU (ZX Spectrum)[11]
- 1984 : PRINT + (ZX Spectrume)[11]
- 1984 : VOX (ZX Spectrum, Thomson MO5)[14],[11]
- 1985 : ZX Spectrum Compilateur, en anglais : MCoder III (ZX Spectrum)[15]
- 1985 : Chirologie (Amstrad CPC)[16]
- 1987 : Capucine (Amstrad CPC)[17]
- 1988 : CAO 3D (Amiga)[18]

### Label Gasoline software
- 1986 : Karate
- 1986 : Teknis

### Label Exxos
- 1988 : L'Arche du Captain Blood
- 1988 : Purple Saturn Day
- 1989 : Kult

### Label «re-use»
- 2014 : Blocks (PC et Compatible - MS-DOS)[réf. nécessaire]